# Prouilly
Prouilly é uma comuna francesa na região administrativa do Grande Leste, no departamento de Marne. Estende-se por uma área de 10.19 km², e possui 558 habitantes, segundo o censo de 2018, com uma densidade de 55 hab/km².